# Les Trois Samouraïs hors-la-loi
Pour plus de détails, voir Fiche technique et Distribution.
Les Trois Samouraïs hors-la-loi (三匹の侍, Sanbiki no samurai) est un film japonais réalisé par Hideo Gosha, sorti en 1964. Il s'agit du premier film de Hideo Gosha et marque d'emblée sa volonté de bousculer les règles du chanbara, notamment en formant une union qui brise toutes les logiques sociales. Hideo Gosha s'attache à définir des hommes actifs capables de faire abstraction des règles pour suivre leur propre morale, leur propre voie.

## Synopsis
Des paysans décident de se révolter contre le seigneur local en kidnappant sa fille, ils souhaitent que leur ras-le-bol se fasse enfin entendre aux yeux de cet homme qui se complait dans sa riche situation sans se poser des questions. La famine n'est pas son problème. Mais un rōnin de passage fait irruption chez les révoltés, Sakon Shiba est simplement porté par sa curiosité. Il ne peut que se joindre à ces hommes méprisés mais faibles face à la force d'un Seigneur. Le rōnin parvient vite à ramener un autre rōnin, d'une condition pauvre au point qu'il préfère coucher en prison. Le trio se complète par le garde du corps du Seigneur, qui comprend que son statut d'homme de sabre l'empêche de se prélasser dans une vie stable et calme. Et pendant les trois hommes unissent leurs forces pour affirmer la parole des paysans, ces derniers restent passifs et effrayés, ils sont enfermés dans la peur de mourir.

## Fiche technique
- Titre : Les Trois Samouraïs hors-la-loi
- Titre original : 三匹の侍 (Sanbiki no samurai?)
- Titre anglais : Three Outlaw Samurai
- Réalisation : Hideo Gosha
- Scénario : Keiichi Abe, Hideo Gosha et Eizaburō Shiba
- Production : Gin'ichi Kishimoto et Tetsurō Tanba
- Photographie : Tadashi Sakai
- Montage : Kazuo Ōta
- Décors : Jun'ichi Ōzumi
- Musique : Toshiaki Tsushima
- Costumes : Shigeru Fujita
- Pays d'origine :  Japon
- Langue originale : japonais
- Genre : chanbara
- Durée : 95 minutes (métrage : 7 bobines - 2557 m[1])
- Date de sortie :
  - Japon : 13 mai 1964[1]

## Distribution
- Tetsurō Tanba : Sakon Shiba
- Isamu Nagato : Kyojuro Sakura
- Mikijirō Hira : Einosuke Kikyo
- Kyōko Aoi : Omitsu
- Tatsuya Ishiguro : Uzaemon Matsushita
- Yoshiko Kayama : Oyasu
- Toshie Kimura : Oine
- Miyuki Kuwano : Aya
- Yōko Mihara : Omaki
- Kamatari Fujiwara : Jinbei
- Jun Tatara : Yasugoro

## Autour du film
Chang Cheh a réalisé sa propre version en 1966 sous le titre Le Trio magnifique, avec en tête d'affiche Jimmy Wang Yu, Lo Lieh. Il affiche clairement son intention de rattacher les codes du chanbara au wu xia pian.